# Entenmoos (Schutzgebiet)
Das Entenmoos ist ein national bedeutendes Schutzgebiet, das als Hoch- und Übergangsmoor und als Amphibienlaichgebiet in den entsprechenden Bundesinventaren erfasst ist. Es liegt auf dem Gebiet der Gemeinde Rechthalten im Schweizer Kanton Freiburg.

## Lage
Das Entenmoos liegt etwa 900 m östlich des Dorfzentrums von Rechthalten, in der Senke zwischen Dürrenbüel und Weissenstein, unweit der Kapelle und neben dem Sportplatz auf 875 m über Meer.

### Geologie und Entstehung
Während der letzten Vergletscherung im Alpenraum vor rund 115'000 bis etwa 10'000 Jahren (Würmeiszeit) lag das Gebiet westlich der Sense im Einflussbereich des Rhonegletschers. Vor etwa 15'000 Jahren begannen sich die Gletscher unter dem milder werdenden Klima in die Alpen zurückzuziehen. Auf dem Rückzugsgebiet hinterliessen sie Moränen und eine mächtige Schotterdecke. In die leichten Geländemulden wurde wasserundurchlässiges Feinmaterial wie Ton und Lehm eingeschwemmt. So entstanden viele Kleinseen ohne Abflüsse. Das Feinmaterial auf dem Seegrund vermischte sich mit abgestorbenen Resten der Wasserorganismen und bildete eine Grundschicht aus Halbfaulschlamm. Vor etwa 6000 Jahren säumten dichte Schilf- und Seggengürtel die Seen. Das tote Pflanzenmaterial zersetzte sich im nassen und sauerstoffarmen Milieu unvollständig, weil die Mikroorganisme, die totes Pflanzenmaterial abbauen, in diesem Milieu nicht über genug Sauerstoff verfügten. So entstand Torf, der sich im Verlauf der Jahrtausende aus verschiedenen Materialien zusammensetzte: zuerst Schilf- und Seggentorf, dann Bruchwaldtorf. Vor rund 3000 Jahren waren viele Seen verlandet. Der Regen wuscht die Nährsalze des Moorbodens in die Tiefe und laugte den Boden aus. Auf derartigen Böden wurde das Feld frei für absolute Spezialisten: Hier siedelten sich Torfmoose an. Sie leben von Luft und Regenwasser und bilden einen dichten Teppich. Ihr Wachstum beträgt pro Jahr unter feucht-kühlem Klima ungefähr einen Millimeter. Während ihre unteren Teile absterben und vertorfen, spriessen die oberen Triebe. So entsteht ein Hochmoor. Die Bezeichnung verdankt es nicht der geografischen Höhenlage, sondern seiner Form, die einer leichten Wölbung wie bei einem Uhrenglas gleicht.
Das Entenmoos ist ein Versumpfungshochmoor.
Deutlich erkennbar ist an einigen Stellen das für Hochmoore charakteristische Microprofil: Erhöhte Kuppen aus Torf und Torfmoosen oder Braunmoosen – sogenannte Bulte – wechseln ab mit permanent nassen Vertiefungen – sogenannten Schlenken. In solchen Bult-Schlenken-Komplexen herrschen verschiedene Lebensbedingungen. Dies kann dazu führen, dass auf den Bulten andere Pflanzengesellschaften siedeln als in den Schlenken.

### Name
In alten Dokumenten und Karten erscheint oft die Bezeichnung «Löhli». Lohen bedeutet im Fränkischen Hochmoor, feuchte Niederung. Ab den 1940er Jahren wird der Name Entenmoos geläufig.

### Ausdehnung
Das Entenmoos umfasst ein 8,8 ha grosses Amphibienlaichgebiet und darin eingebettet ein 4,9 ha grosses Hochmoor. Die maximale Dicke des Torfkörpers beträgt noch 4 Meter. Dieses Gebiet ist zum einen im Bundesinventar der Hoch- und Übergangsmoore und zum andern im Bundesinventar der Amphibienlaichgebiete erfasst. Besitzer des Bodens ist der Kanton Freiburg, verwaltet wird es vom kantonalen Forstamt.
Rund 40 % des Moorgebiets sind bewaldet, etwa 20 % nehmen die beiden offenen Wasserflächen ein, die als Folge des Torfabbaus bis unter den Grundwasserspiegel entstanden sind. Auf dem grössten Teil des nach der Torfausbeutung verbliebenen Torfkörpers siedelte sich erneut Moorvegetation an. Dieser Vegetation dient in erster Linie der Schutz und die Pflege. Das Moos soll wieder wachsen können. Und mit dem Schutz der Weiher wird auch der Lebensraum geschützt, den Amphibien zu ihrer Fortpflanzung benötigen.

## Infrastruktur
Um die Besucher zu kanalisieren und um ihnen die Bedeutung des Hochmoors und des Feuchtgebiets für das Überleben der Amphibien und anderer Lebewesen begreifbar zu machen, führt ein rund 1000 m langer Moorlehrpfad durch das Schutzgebiet. An einigen Stellen gibt es Sitzgelegenheiten und Aussichtsplattformen. Mehrere Informationstafeln bieten kurze Erklärungen zur Evolution der Schweizer Moore, zur Bedeutung der Moore als «lebendes Archiv» und zur Flora und Fauna, die hier anzutreffen ist.
Ein Abflusskontrollwerk dient der Regulierung des Wasserhaushalts, insbesondere des Wasserspiegels. Abfanggräben und -kanäle schützen vor eindringendem phosphathaltigem Sicker- und Oberflächenwasser.
Die «Möserkommission» ist für die Umsetzung der Schutzmassnahmen verantwortlich. Sie kontrolliert die Einhaltung der Schutzbestimmungen und berichtet über das Erreichen der biologischen Ziele.

## Amphibienwanderung
Wenn die Amphibien ab Ende Februar aus ihren Winterquartieren zu ihren Laichplätzen an Tümpeln und anderen stehenden Gewässern wandern, müssen sie in vielen Fällen Strassen überqueren. Dabei werden viele überfahren. Das ist umso tragischer, als die Populationen der Amphibien ohnehin bedroht sind. Deshalb wurden auf der Entenmoosstrasse einige sichere Durchgänge geschaffen, die unter der Strasse durchführen. Zur Zeit der Amphibienwanderung werden zusätzlich Amphibiensperren installiert. Auf diese Weise werden die Kreaturen zu den sicheren Durchgängen kanalisiert, wo sie auf die andere Strassenseite gelangen können, ohne ihr Leben zu riskieren.
Es kann vorkommen, dass ein Tier diesen schattigen und meist feuchten Durchgang dazu nutzt, hier abzulaichen. Auch wenn der Laich nicht vertrocknet, fehlt den Jungtieren danach das lebensnotwendige Wasser, sodass sie eingehen.

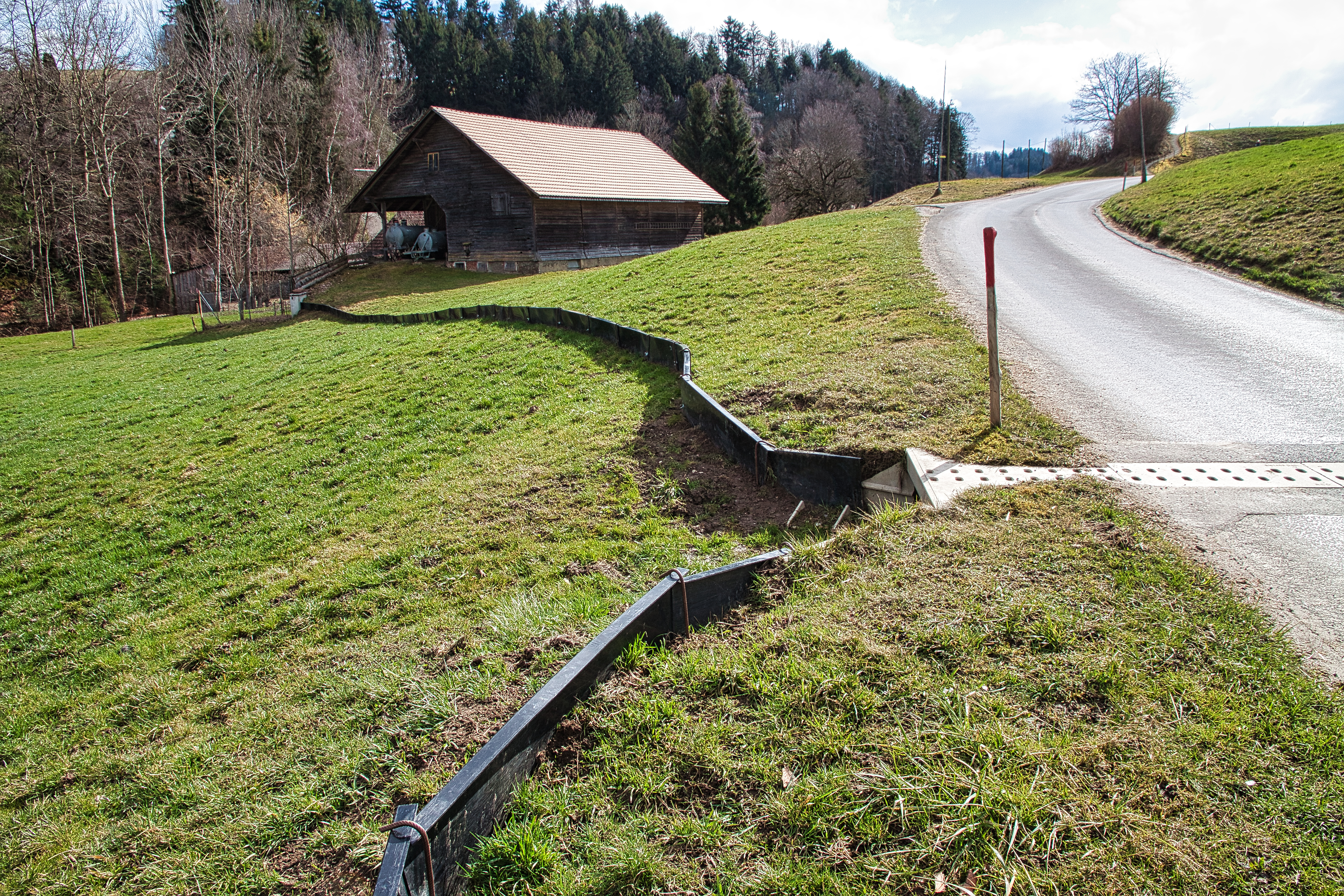
Amphibiensperre mit Durchgang zur Unterquerung der Strasse
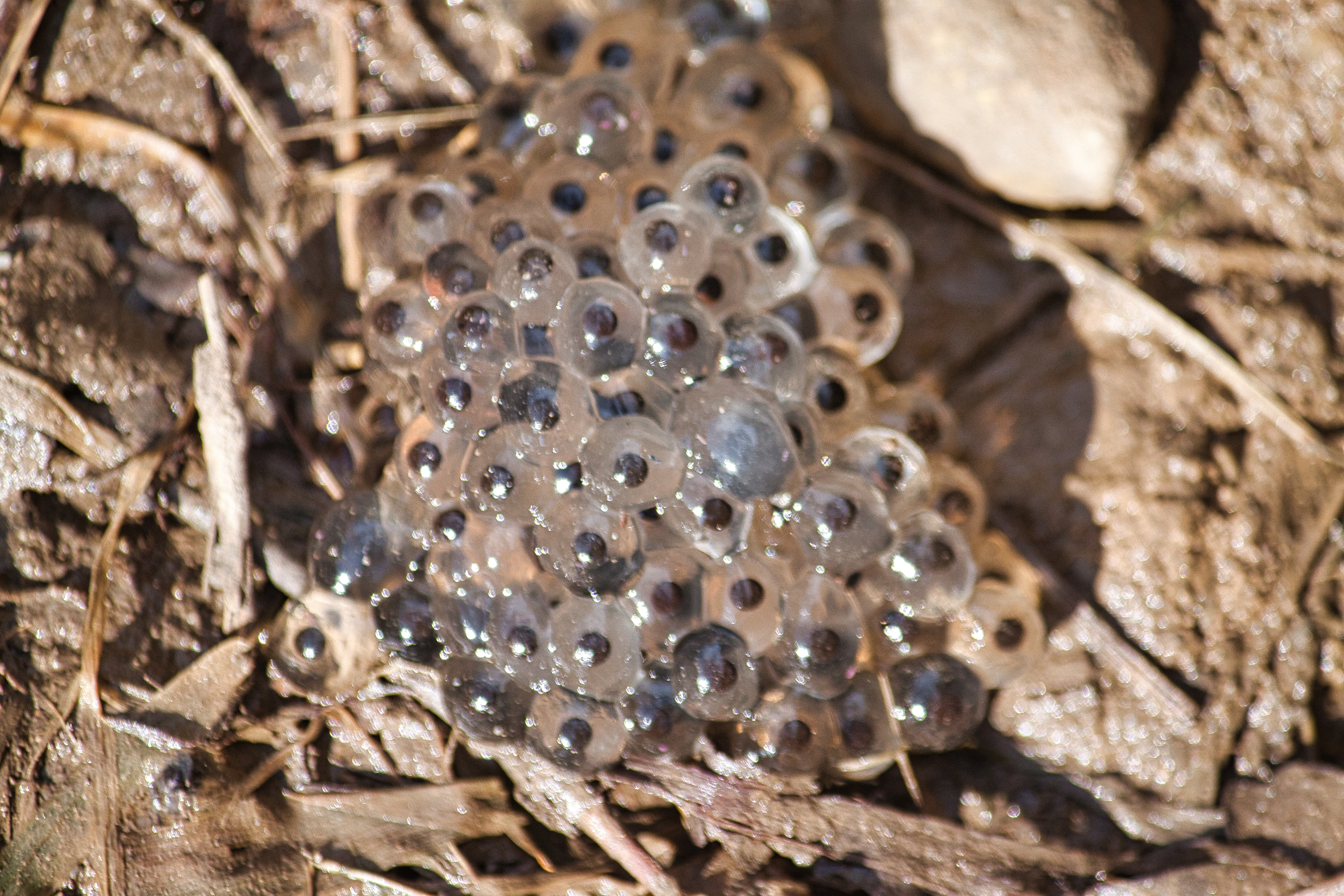
Laich am Ausgang einer Amphibienpassage
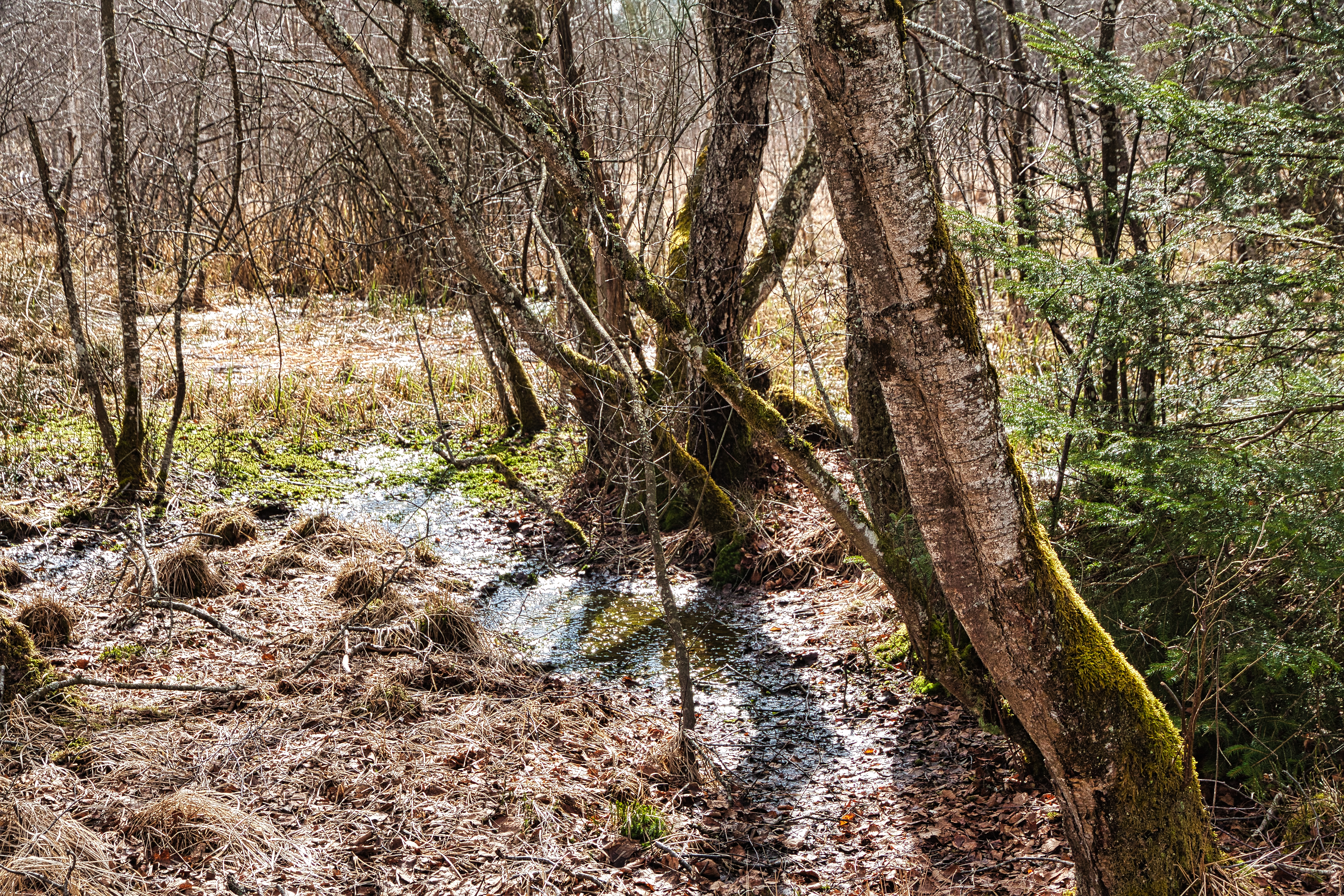
Lichter Wald auf nassem Grund
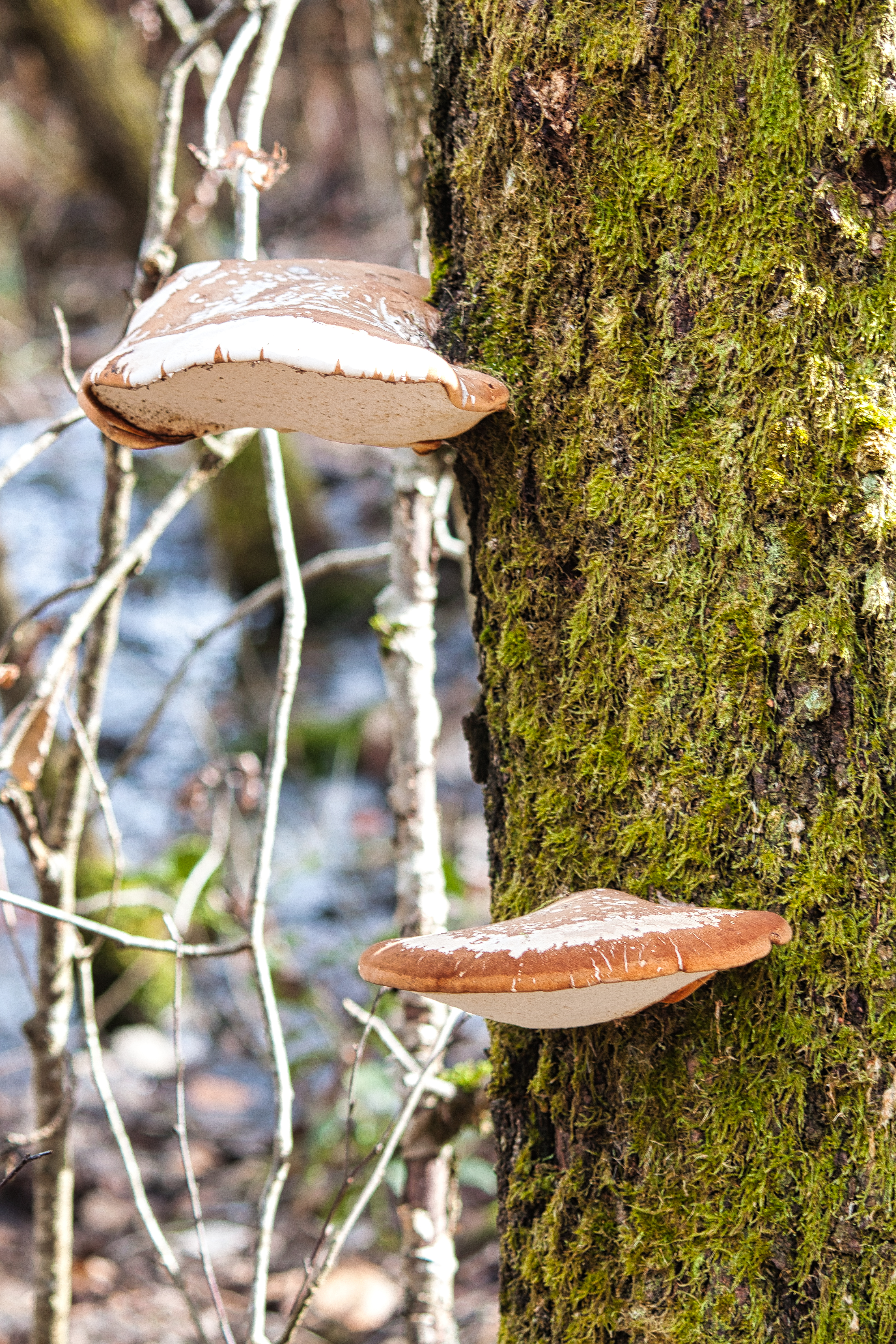
Pilze auf Totholz

## Geschichte
Die Hochmoore von Rechthalten, das Entenmoos und das Rotmoos, liegen auf knapp 900 m über Meer. Laut P.-J. Blaser erstreckte sich das Rotmoos um 1918 über eine Fläche von rund 12 ha. Das Entenmoos war etwa halb so gross. Sondierungen ergaben eine maximale Tiefe des Torfkörpers von 10,5 m im Rotmoos und etwa 9 m im Entenmoos. Demnach schätzte man das Torfvolumen auf rund 675'000 m3 im Rotmoos und auf etwa 175'000 m3 im Entenmoos.
Am Ende des 19. Jahrhunderts setzte die Ausbeutung des Torfs in der Schweiz in grossem Ausmass ein. In Zeiten der Energieknappheit behalf man sich mit getrockneten Torfziegeln als wertvolle Energiequelle, um Wohn- und Schulstuben zu beheizen oder Backöfen zu betreiben. Aus diesem Grund erwarb der Kanton Freiburg 1918 die beiden Hochmoore in Rechthalten laut Blaser für rund 90'000 Franken, um den Bodenschatz maschinell auszubeuten. Nebst Maschinen brauchte es eine Zufahrt und Entwässerungskanäle. Zudem wurde auf jedem Moor ein Lagerhaus errichtet. Darin lagerte der bereits getrocknete Torf, der nicht sofort abtransportiert und verkauft werden konnte. Der Schuppen im Entenmoos war zum Lagern von rund 1000 m3 Torf vorgesehen. Die beiden Torfmoore wurden entwässert, die Pflanzerde (Humusschicht) abgetragen und der darunter liegende Torfkörper maschinell abgebaut. 140 Angestellte fanden auf den beiden Mooren ihr Auskommen.
1991 konnte der Naturlehrpfad im Entenmoos eingeweiht werden. Es war einer der ersten dieser Art schweizweit und der erste im Kanton.